# Eve Planeix
Pour les articles homonymes, voir Planeix.
Eve Planeix, née le 20 décembre 2000 à Clermont-Ferrand, est une nageuse synchronisée française.

## Biographie
Après avoir pratiqué la danse, elle découvre la natation artistique en regardant les Jeux olympiques de Pékin de 2008. Elle s'inscrit en club dés l'âge de 9 ans, puis repérée par l’entraîneuse du Pôle espoir de Sète, Rachel Le Bozec-Chafes, elle part en internat sportif à l'âge de 12 ans. En 2016, j’ai rejoint le club de Strasbourg et intègre l’INSEP. Etudiante en STAPS avant d’entrer en psychomotricité à la faculté de Médecine de Sorbonne Université, elle bénéficie du statut de sportive de haut niveau (SHN) et d'une aide financière pour concilier les entrainements et les études supérieures. 

## Carrière
Le 11 août 2022, elle remporte la médaille de bronze de l'épreuve technique par équipe de natation artistique lors des Championnats d'Europe de natation 2022 à Rome ; le lendemain, elle obtient une nouvelle médaille de bronze en highlights. Le 15 août 2022, elle remporte la médaille de bronze de l'épreuve libre par équipe lors de ces mêmes Championnats.
Aux Jeux européens de 2023 à Oświęcim, elle est médaillée de bronze de l'épreuve technique par équipes et médaillée d'or de l'épreuve acrobatique,.

## Palmarès

### Championnat d'Europe
- Médaille d'or en équipe (Routine Acrobatique mixte) en 2023
- Médaille de bronze en équipes technique en 2023

- 6ème aux championnats d’Europe en équipe, en duo et en solo en 2018

### Championnat du monde
- 9ème au championnat du monde sénior en solo en 2019
- 5ème au championnat du monde en équipe en 2019
- 9ème au championnat du monde sénior en solo en 2017
- 10ème au championnat du monde sénior en équipe en 2017